# Juan Carlos Peón
Juan Carlos Peón Melón  (nacido el 14 de abril de 1963 en Madrid, Comunidad de Madrid) es un exjugador de hockey sobre hierba español. Disputó los Juegos Olímpicos de Los Ángeles 1984 y de Seúl 1988 con España, obteniendo un octavo y noveno puesto, respectivamente.

## Participaciones en Juegos Olímpicos
- Los Ángeles 1984, puesto 8.
- Seúl 1988, puesto 9.